# Karel Mark Chichon

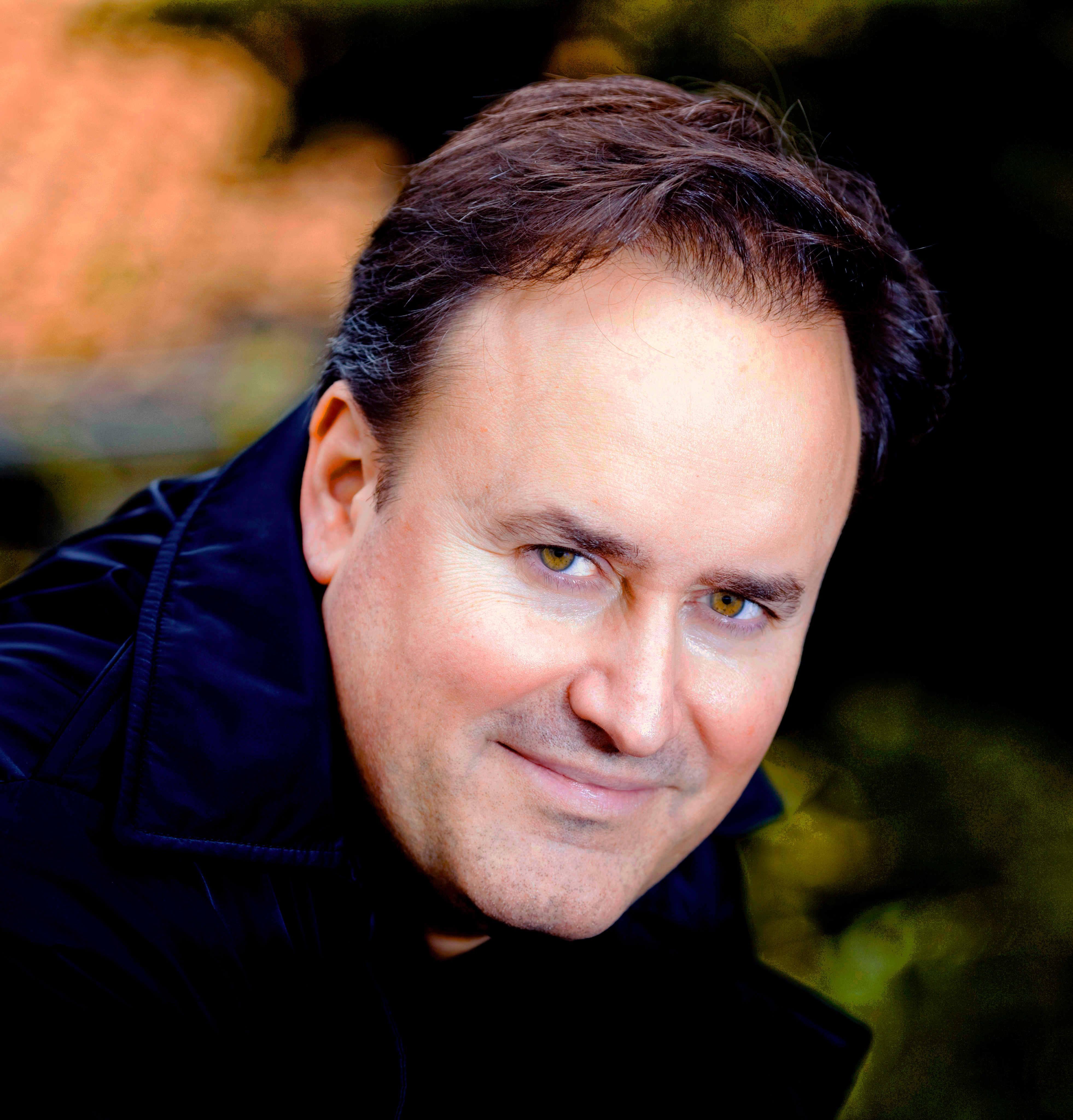
Karel Mark Chichon

Karel Mark Chichon OBE (* 1971 in London) ist ein britischer Dirigent. 

## Leben und Wirken
Karel Mark Chichon ist der Sohn von Harry und Leonor Chichon, die aus Gibraltar nach England einwanderten. Er studierte an der Royal Academy of Music, belegte Meisterkurse bei Colin Davis und Simon Rattle und setzte sein Studium bei Leopold Hager an der Universität für Musik und darstellende Kunst Wien fort. Nach Assistenzen bei den Dirigenten Waleri Gergijew und Giuseppe Sinopoli  übernahm er 1998 die künstlerische Leitung und das Chefdirigat der European Sinfonietta sowie 1999 die künstlerische Leitung der Gibraltar Philharmonic Society. Mit dem Royal Philharmonic Orchestra und der Europian Sinfonietta unternahm er Tourneen durch Europa und die USA.
Von 2006 bis 2009 wirkte Chichon als Chefdirigent des Grazer Sinfonieorchesters und anschließend von 2009 bis 2012 als Chefdirigent und künstlerischer Leiter des Lettischen Nationalen Symphonieorchesters (Latvijas Nacionālais simfoniskais orķestris). 2011 übernahm er bis 2017 die Position des Chefdirigenten der Deutsche Radio Philharmonie Saarbrücken Kaiserslautern. Mit diesem Orchester spielte er mehrere CDs ein und begann mit der Gesamtaufnahme des Orchesterwerkes von Antonín Dvořák. Er war außerdem von 2006 bis 2010 musikalischer Direktor der Konzerte „Weihnachten in Wien“, die jedes Jahr im Wiener Konzerthaus stattfinden und international im Fernsehen übertragen werden.
Seit der Spielzeit 2017/18 ist Chichon Chefdirigent des Orquesta Filarmónica de Gran Canaria.
Als Operndirigent gastiert er regelmäßig an großen Opernhäusern, zum Beispiel an der New Yorker Metropolitan Opera (Debüt 2016 mit Madama Butterfly, 2020 La traviata), der Wiener Staatsoper (Il barbiere di Siviglia), der Berliner Staatsoper und der Deutschen Oper Berlin, der Bayerischen Staatsoper, am Teatro Real, am Teatro dell’Opera di Roma oder am Gran Teatre del Liceu.
Zudem dirigierte er Konzerte mit zahlreichen renommierten Orchestern, darunter das London Symphony Orchestra, das English Chamber Orchestra, die Wiener Philharmoniker und die Wiener Symphoniker, das Concertgebouw-Orchester, das NHK-Sinfonieorchester Tokyo, das Orchestre de la Suisse Romande, das Russische Nationalorchester. das Rundfunk-Sinfonieorchester Berlin, das Radio-Symphonieorchester Wien, das Orchestra Sinfonica Nazionale della RAI und das niederländische Radio Filharmonisch Orkest. Konzerte führten ihn in die Berliner Philharmonie, den Wiener Musikverein, das Concertgebouw Amsterdam, die Londoner Royal Festival Hall, das Théâtre des Champs-Élysées, die Hamburger Laeiszhalle, die Alte Oper Frankfurt und den Großen Saal des Moskauer Konservatoriums, das Auditorio Nacional de Música in Madrid sowie Seoul Arts Center in Süd-Korea.

## Privates
Karel Mark Chichon ist mit der Opernsängerin Elīna Garanča verheiratet, hat zwei Töchter und lebt seit 2009 in Lettland. 2020 wurde ihm für besondere Verdienste die lettische Staatsbürgerschaft verliehen, unter Beibehaltung der britischen Staatsbürgerschaft.

## Auszeichnungen
- 2012: Officer des Order of the British Empire (OBE)[4]
- 2016: Ernennung zum Fellow der Royal Academy of Music[4]

## Diskografie (Auswahl)
- Elīna Garanča: Habanera. Mit u. a. Elīna Garanča, Orchestra Sinfonica Nazionale della RAI (Deutsche Grammophon; 2010)
- Elīna Garanča: Meditation. Werke von u. a. Gounod, Mozart, Mascagni, Puccini, Bizet. Mit Elīna Garanča, Deutsche Radio Philharmonie (Deutsche Grammophon; 2013)
- Karel Mark Chichon dirigiert die Deutsche Radio Philharmonie Saarbrücken Kaiserslautern. Werke von u. a. Rossini, Rodrigo, Márquez, Bizet. Mit José Maria Gallardo del Rey, Gitarre; Deutsche Radio Philharmonie (SR, SWR/Perc. pro; 2012)
- Antonín Dvořák: Symphony No. 1. Deutsche Radio Philharmonie (SWR Classic; 2014)
- Antonín Dvořák: Symphony No. 5. Deutsche Radio Philharmonie (SWR Classic; 2014)
- Antonín Dvořák: Symphonies Nos. 3 & 4. Deutsche Radio Philharmonie (SWR Music; 2016)
- Revolutionary Rhythms. Werke von Strawinsky, Prokofjew, de Falla. Deutsche Radio Philharmonie (Oehms Classics; 2018)
- Elīna Garanča: Sol y Vida. Mit Elīna Garanča, Orchestra Filharmonica de Gran Canaria (Deutsche Grammophon; 2018)